# Association d'entraide de la noblesse française
Pour les articles homonymes, voir ANF.
 (mai 2022).
L’Association d'entraide de la noblesse française (ANF) est une association loi de 1901 dont l'objet principal est l’entraide matérielle ou morale envers ses membres. Elle a été créée en 1932.
L'adhésion est réservée aux personnes qu'elle reconnaît comme issues de la noblesse française selon des critères définis dans ses statuts. L’accès est réglementé par l’étude d’un dossier d’adhésion présenté à la commission des preuves, organe décisionnaire de l'association.

## Création
L'ANF a été créée en 1932 par un groupe de descendants de familles nobles qui, attendant un train à Paris et s'apercevant que leur porteur de bagages était lui aussi descendant d'une famille noble, eurent l'idée de créer une association qui viendrait en aide aux nobles dans le besoin,.
L'association est fondée notamment par : Guy Courtin de Neufbourg (1888-1986), Olivier Costa de Beauregard (1872-1958), Henri Dugon (1893-1975), Maxime de Sars (1886-1960), et Olivier de Sugny (1904-2006), ce dernier cheville ouvrière de la fondation. Une réunion préparatoire a lieu le 12 mars 1931 pour lancer la première assemblée générale constitutive le 13 mars 1932 à Paris. Régis Valette, dans Catalogue de la noblesse française au XXIe siècle, écrit : « On peut se demander pourquoi la noblesse française a attendu plus de soixante ans pour s'organiser avec la fondation de l'A.N.F. en 1932, mettant ainsi un certain ordre dans un domaine où n'importe qui peut prendre n'importe quel qualificatif nobiliaire. La réponse est peut-être d'ordre politique dans la mesure où la fausse noblesse se croyait obligée d'être plus royaliste que le roi, à une époque où la vraie noblesse militait alors majoritairement pour la monarchie, c'est-à-dire principalement avant la guerre de 1914-1918 ».

## Objet de l'association
Selon l'article numéro 2 de ses statuts, son objet social est « d'apporter une aide matérielle et morale à ses membres, particulièrement de leur permettre d'élever leurs enfants en vue du service du pays ».
Sa création visait également à créer un « lieu de mémoire nobiliaire » « s'érigeant comme un lieu où est préservée la tradition de l'authentique noblesse ».
L'historien Éric Mension-Rigau écrit : « Son objectif est double : assurer le maintien et le respect des lois, règles et usages définissant la noblesse, dont la protection est d'autant plus nécessaire qu'elle n'a plus, en France, de statut légal, et encourager l'esprit d'entraide et de générosité en faveur des familles en difficulté, notamment par l'aide aux personnes âgées, ou l'octroi de bourses d'études pour les plus jeunes ».

### Aide matérielle
Dans sa démarche pour venir en aide aux membres en difficulté, l'association récupère des vêtements de marque d'occasion et les revend à bas prix à travers un vestiaire qui pourvoit aux besoins des familles nobles et désargentées et les aide à tenir leur rang.
L'association paie les frais de scolarité aux enfants prometteurs de ses membres et offre un service de rencontres informelles aux célibataires.
L'association décerne différents prix à ses membres : Prix ANF Entreprendre pour aider une entreprise innovante et prometteuse dont l'activité est respectueuse des valeurs de l'ANF ; Prix ANF Excellence pour récompenser le mérite et le travail d'un étudiant dont le parcours d’études supérieures vise l’excellence ; Prix Littéraire pour un ouvrage qui met en lumière les valeurs de la noblesse ; Prix Jeanne de Blois pour récompenser l'action d'un jeune noble ou l’aider dans un projet illustrant les valeurs traditionnelles de la noblesse catholique française ; Prix ANF Patrimoine pour la restauration d’objets liés à la noblesse.

### Aide morale
L'entraide morale se traduit par l'aide que l'ANF apporte à ses membres pour la protection et le respect de la famille, du nom, des valeurs morales et spirituelles et de ses racines chrétiennes.
L'association publie dans son bulletin trimestriel une rubrique intitulée « Défense du nom » relevant les demandes de changement de nom et les autorisations accordées en cas de quelconque similitude avec le patronyme d’un membre de l’association ou d’un non membre dont la famille est connue comme noble, afin que ceux-ci puissent éventuellement faire part de leur opposition auprès du tribunal compétent,,.

### Vie sociale
Des commissions structurent la vie de l'association qui organise pour ses membres des rencontres, des visites, des conférences, des séances de jeu, des pièces de théâtre, des bals, etc.

## Critères d'admission
L'ANF admet au sein de son association les membres de familles issues de la noblesse d'Ancien Régime et celles qui ont reçu un titre ou ont été anoblies au cours du XIXe siècle « sous les cinq souverains qui ont régné de 1804 à 1870 ».
Les critères pour pouvoir demander son adhésion à l'ANF sont selon l'article 3 des statuts de l'association : « être de noblesse française, majeur ou émancipé, et justifier sa filiation naturelle et légitime jusqu'à celui de ses auteurs en ligne directe et masculine pour lequel il produira un acte officiel récognitif de noblesse régulière française, acquise et transmissible. Les familles des pays annexés depuis 1789 produiront les preuves requises dans leur pays d'origine. Pour être admise dans l'association, la femme doit faire les preuves de son mari. L'adoption légale ne transmet la qualité aux bénéficiaires de titres, que conformément aux articles 35 et 36 du second décret du ter mars 1808 »,.
Pour accepter ou non les candidats souhaitant adhérer, l'association a défini une liste d'actes récognitifs de noblesse « primordiaux » (14) ou « confirmatifs » (8).
À défaut de ces actes, elle considère comme acte récognitif le fait qu’en 1789, et au moins depuis la déclaration du roi du 8 février 1661, marquant le début de la Grande Recherche de noblesse, l’ancêtre du candidat, son père et ses aïeux aient porté les qualifications réservées à la noblesse sans jouir d’un office anoblissant ou d’une charge de commensal donnant droit au titre d’écuyer. Le candidat dans ce cas devra produire :
- la convocation ou la comparution dans l’ordre de la noblesse (ou le défaut donné), lors des Assemblées électorales des députés aux États généraux de 1789[13] ;
- les actes paroissiaux ou les contrats notariés prouvant que le comparant ou le convoqué, ses père et aïeux depuis 1661, ont porté les qualifications réservées à la noblesse. Trois actes qualifiés, dont un filiatif, devront être fournis par degré (ne peuvent servir d’actes récognitifs, les qualifications de chevalier, écuyer, etc., portées à titre personnel par des commensaux bénéficiant de par leur charge de certains privilèges de la noblesse, les certificats de noblesse donnés par des gentilshommes, ni les termes généraux des édits attributifs de noblesse collective)[13].

Sur la base de ces critères, une commission étudie les candidatures présentées. Environ 80 % des demandes annuelles sont acceptées, rapporte Jacques de Saulieu. L'association traite une centaine de dossiers par an.
En 2019, sur quelque 3 200 familles nobles subsistantes en France, représentant plus de 100 000 personnes (contre environ 12 000 familles en 1789),, un peu plus de 2 400 familles ont été admises, dont près de 200 se sont éteintes entre-temps,. En 2023, l'ANF regroupe 2 300 familles
L'ANF, bien qu'association non confessionnelle, pose pour principe que l'appartenance à l'une des deux Églises chrétiennes occidentales (catholique et protestante) est constitutive de l'identité nobiliaire et exige le mariage religieux catholique ou protestant des candidats à l'adhésion et de leurs parents.

## Observations sur les critères d'admission
Des auteurs ayant travaillé sur la noblesse française ont fait diverses observations liées aux critères d'admission au sein de l'ANF et/ou émis des positions différentes sur des questions de droit nobiliaire.
Philippe du Puy de Clinchamps, dans La Noblesse, écrit que les décharges du droit de franc-fief après 1579 et le vote avec la noblesse lors de l'élection des députés aux États généraux de 1789 ne sont pas des preuves de noblesse. Il fait remarquer qu'avant 1950, 300 familles avaient été reçues sur la seule preuve de leur vote avec l'ordre de la noblesse en 1789. Il ajoute que, s'apercevant de cela, l'association essaya d'adapter à ces dossiers la possession centenaire de qualifications de noblesse. Or, ne prouvent la noblesse que les actes où le roi reconnaissait comme noble un suppliant et seuls les actes délivrés au nom du roi pouvaient faire preuve d'état. Cet auteur écrit également que les familles descendants d'un chevalier de l'Empire, après avoir été acceptées, furent refusées jusqu'en 1998, puis à partir de cette date à nouveau admises, mais uniquement pour les chevaliers nommés entre le mois de mars 1808 et le mois de mars 1810. Sur le sujet des enfants naturels il écrit ceci : « Les bâtards de père noble. - La dure réprobation qui entoure les naissances illégitimes (moins cruelle, il est vrai, depuis les deux dernières guerres) fut quasiment ignorée du Moyen âge, de la Renaissance et même du  XVIIIe siècle commençant. Elle est surtout un sentiment du XIXe siècle et de la civilisation bourgeoise ».
Benoît Defauconpret dans Les preuves de noblesse au XVIIIe siècle écrit que « seuls les arrêts de maintenue de noblesse délivrés par les commissaires de la recherche, les intendants, les cours souveraines, le conseil d'État » étaient des actes « confirmatifs, c'est-à-dire confirmant officiellement la noblesse d'une famille ».
Alain Texier, dans Qu'est-ce que la noblesse ?, écrit : « L'A.N.F. donne le même sens, nous semble-t-il, à "noblesse acquise et transmissible" et à "noblesse héréditaire". Ce que nous contestons, car la noblesse transmissible, ce ne peut pas être la noblesse héréditaire, puisque celle-ci est déjà transmise, toujours par définition, aux enfants nés et à naître. Les conséquences sont hélas assez grave. L'A.N.F. a refusé d'inscrire des familles de noblesse non héréditaire au XVIIIe siècle, mais qui possédaient bien la noblesse acquise et transmissible ». Il écrit aussi : « Il ne nous paraît pas possible de raisonner comme si les chartes de 1814 et 1830 n'avaient pas rétabli les dernières familles anoblies par charge dans le titre d'écuyer ». Il ajoute que la réception à l'A.N.F. des descendants des personnes issues de la « noblesse » du comtat Venaissin et d'Avignon pose un problème car l'annexion de ces états le 14 septembre 1791 « a fait de leurs citoyens des Français comme les autres, c'est-à-dire des non nobles puisqu'en France (…) il n'y avait plus de noblesse depuis le 23 juin 1790. Aucun texte ne leur a ensuite conféré la noblesse française ». Au sujet de la noblesse d'Empire il écrit que l'Empire n'a pas aboli la loi abolitive de la noblesse du 23 juin 1790 et sur les titres décernés par ce régime : « Le titre n'honore qu'une personne par génération, le titulaire. Les autres membres de la famille ne possèdent pas la noblesse simple ». Sur le rétablissement en 1814 par Louis XVIII de l'ancienne noblesse et de ses titres et la reconnaissance des titrés de l'Empire comme une nouvelle noblesse et ce à titre honorifique et sans privilèges, il écrit qu'il s'agit du « rétablissement d'un ordre purement fictif ».
Dans la revue L'Intermédiaire des chercheurs et curieux un contributeur anonyme fait des critiques sur les critères d'admission de l'ANF qu'il ne trouve pas cohérents (familles d'Empire, familles de titulaires de charges en 1790 qualifiées de noblesse inachevée, etc.).
L'ANF n'admet pas les familles descendant de secrétaires du roi et assimilés, en charges au 23 juin en 1790, mais qui n'ont pu exercer leur charge vingt ans du fait de l'abolition de la noblesse et des charges anoblissantes. Ce refus est contesté par des auteurs,.
À cela s'ajoute une autre absence de consensus cette fois-ci relative à la date de la fin de l'existence légale et juridique de la noblesse : pour des auteurs c'est en 1848, pour d'autres c'est en 1870.
Pour les enfants nés hors mariage, l’ordonnance du 4 juillet 2005, entrée en vigueur le 1er juillet 2006 et ratifiée par la loi du 16 janvier 2009, a unifié les conditions d'établissement et de contestation de la filiation des « enfants nés de parents mariés » et des « enfants nés de parents non mariés ». Ainsi depuis 2009, il n'y a plus de distinction légale entre filiation légitime et filiation naturelle.
Régis Valette écrit à la page 9 dans son Catalogue de la Noblesse Française: " un tiers seulement des familles d'apparence noble le sont-elles réellement mais plus de la moitié de ces familles réellement nobles ont fait constater leur état par le seul organisme  [l'ANF] ayant en fait, sous notre république, autorité pour le faire".

## L'ANF et les titres de noblesse
L'ANF indique que « la possession d’un titre, surtout à l’heure actuelle n’est pas synonyme de noblesse. Sous l’Ancien Régime, le port du titre n’entrainait pas la reconnaissance du statut de noble et n’en était qu’un accessoire. Par contre c’était le cas des personnes titrées au XIXe siècle ».
L'ANF précise que « la noblesse n’a plus d’existence légale en France, mais que le législateur reconnaît l’existence des titres de noblesse, en vertu d’un principe fondamental du droit français qui prévoit qu’un texte non abrogé est toujours en vigueur ».
Selon son règlement intérieur « L’ANF ne se prononce que sur la qualité nobiliaire de ses membres, qu’ils portent ou non un titre. Le titre sous lequel ils sont enregistrés ne préjuge pas du droit qu’ils peuvent avoir ou ne pas avoir de porter le titre dont ils se prévalent, au regard des règlements administratifs ».

## Reconnaissance d'utilité publique
L'ANF a été reconnue d'utilité publique, par le général de Gaulle par le décret du 29 juillet 1967, sous l'influence d'Antoine de Lévis-Mirepoix. Étant d'utilité publique, l'ANF doit répondre à l'intérêt général. Or, par sa visée limitée à la défense de quelques milliers de membres, ce caractère « général » et donc sa capacité à émettre des reçus fiscaux est contesté par le Ministère de l'Économie et des Finances qui a lancé une procédure fiscale en 2015. L'association perdit son statut d'intérêt général en 2019, mais demeure reconnue d'utilité publique.

## L'ANF dans la société française contemporaine
Dans la société française contemporaine l'ANF « est juridiquement une association non de nobles, ceux-ci n'ayant plus d'existence légale, mais de citoyens qui ont la singularité de descendre d'aïeux nobles au temps où la noblesse existait, selon une certaine règle de filiation définie alors par le droit en vigueur ». La sociologue Monique Pinçon-Charlot écrit : « Faire partie de cette association, c’est le nec plus ultra. Ce sont exclusivement des nobles qui se cooptent avec l'objectif de s’entraider. Il s’agit d’une classe sociale qui est mobilisée pour la défense de ses intérêts. Cela passe par cette sociabilité mondaine »,.
Les locaux de l'ANF sont le siège de la CILANE (Commission d’information et de liaison des associations nobles d’Europe).

## Liste des présidents
Depuis la création de l'ANF, les présidents suivants se sont succédé :
- 1934-1966 : Antoine de Lévis-Mirepoix
- 1966-1988 : Guy de Polignac
- 1988-1997 : Pierre de Vogüé
- 1997-2000 : Henri-Évrard, marquis de Dreux-Brézé
- 2000-2002 : Comte Anne-François d'Harcourt
- 2002-2015 : Noël Chamboduc de Saint-Pulgent
- 2015-2022 : Jacques de Crussol, duc d'Uzès
- depuis 2022 : Patrick, comte de Sèze

## Publications
Quelques publications éditées ou soutenues par l'ANF :
- Bulletin de l'ANF, trimestriel envoyé aux membres de l'association et aux abonnés depuis 1933[44], publication initialement intitulée "Bulletin de l'Association de la noblesse française"[44] puis, à partir de 1938, "Bulletin de l'Association d'entraide de la noblesse française"[45] (publication interrompue entre avril 1940 et janvier 1946)[45].
- collectif, Recueil des personnes ayant fait leurs preuves de noblesse devant les assemblées générales de l'Association d'entraide de la noblesse française, 1950-1979 (7 tomes).
- collectif, Réflexions sur un bicentenaire, 180 pages[46].
- Olivier de Sugny, Histoire de l'ANF, 1992, 134 pages.
- collectif, La noblesse et le catholicisme social de la Restauration à la 1ère Guerre mondiale, 1992.
- collectif, Mémorial de la noblesse française dans les combats contre l'envahisseur 1939-1945, Paris, 1994. 261 pages, illustrées de reproductions photographiques noir et blanc.
- collectif, L'association de famille ou Comment préserver un patrimoine familial, 1997[47].
- Jean de Bodinat, Jean Amable de Saulieu de la Chomonerie, Jean de Vaulchier, Armorial de l'ANF, Éditions du Gui, 2004  (ISBN 978-2951741737) ;
- Alexandra Morel, La protection des titres et des noms en droit nobiliaire français, 2005, 938 p.
- en collaboration avec l'historien Éric Mension-Rigau, professeur d'Histoire contemporaine (Paris IV Sorbonne), Le livre des soixante quinze ans de l'association de la noblesse française (2 tomes - 776 pages) 2008.